# 切爾沃尼茨維特
50°16′14″N 27°13′51″E / 50.27056°N 27.23083°E
切爾沃尼茨維特（烏克蘭語：Червоний Цвіт），是烏克蘭的村落，位於該國西部赫梅利尼茨基州，由舍佩蒂夫卡區負責管轄，處於利茲尼夫卡河畔，面積1.46平方公里，海拔高度248米，2007年人口520。